# 2029
Cette page concerne l'année 2029  du calendrier grégorien.
2029 est une année commune qui commence un lundi. C'est la 2029e année de notre ère, la 29e du IIIe millénaire et du XXIe siècle et la 10e et dernière de la décennie 2020-2029.

## Autres calendriers
L'année 2029 du calendrier grégorien correspond aux dates suivantes :
- Calendrier berbère : 2978 / 2979
- Calendrier chinois : 4726 / 4727 (le Nouvel An chinois 4727 de l'année du coq de terre a lieu le 13 février 2029)
- Calendrier hébraïque : 5789 / 5790
- Calendrier indien : 1950 / 1951
- Calendrier musulman : 1450 / 1451
- Calendrier persan : 1407 / 1408
- Calendrier républicain : 237 / 238

## Événements prévus

### Avril
- 13 avril : (99942) Apophis passera à environ 30 000 km de la Terre.

### Date à préciser
- Obligation pour l'État américain de rendre publics tous les documents du FBI et de la CIA concernant l'assassinat de John F. Kennedy[réf. nécessaire]
- Mise en service prévue de l'avion Boom Overture

## 2029 dans la fiction
- 2029 est l'année à laquelle se déroule le jeu vidéo Deus Ex: Mankind Divided.
- Le manga Ghost in the Shell se passe en 2029.
- Dans le film Terminator réalisé par James Cameron, la Résistance, menée par John Connor, remporte la guerre face au programme Skynet. Ce dernier envoie alors un Terminator T-800 dans le passé, en 1984, pour éliminer Sarah Connor, mère de John. Celui-ci, pour la protéger, décide d'envoyer Kyle Reese, son plus fidèle soldat, qui est secrètement amoureux de Sarah.